# Борис Годунов
Борис Годунов (рус. Бори́с Фёдорович Годуно́в) (око 1551—13. април 1605) је био руски цар од 1598. до 1605. године. Био је и регент Русије од 1584. до 1598. године.

## Детињство и младост
Био је члан руске породице татарског порекла, која се доселила из Златне хорде у Кострум у 14. веку. Борис Годунов је своју каријеру започео службом на двору цара Ивана Грозног. Учествовао је 1570. у походу као један од стрелаца у гарди. Постао је 1571. и члан Опричнине, цареве службе за сузбијање опозиције. Своју позицију на двору учврстио је женидбом са Маријом Шуратов, која је била ћерка царевог љубимца Маљуте Скуратова (Григорије Лукијановић Скуратов-Бјељски).
Иван Грозни је 1580. изабрао Борисову сестру Ирину за жену свом сину и престолонаследнику Фјодору Ивановичу (Фјодор I од Русије), који је тада имао четрнаест година. Том приликом цар је унапредио Бориса у бољара. Бољари су после кнежева представљали најмоћније племство у Русији. Иван Грозни је намеравао да поново жени свога сина Фјодора Ивановича, јер са Борисовом сестром није имао деце. То му није успело јер је умро 1584, по некима као последица тровања. Када је умирао, Иван Грозни је саставио савет који ће управљати државом у име његовог сина Фјодора I од Русије, који није био умно способан да управља државом. У савет је поставио и Бориса Годунова.

## Регентство
Када је крунисан Фјодор I од Русије 1584, Борис Годунов је проглашен чланом петочланог регентског савета. У том већу Борис је држао друго место док није у августу 1584. умро царев ујак Никита Романович. Отада је Борис главни члан савета.
Постојало је и неколико завјера против Бориса Годунова. Део бољара и митрополит Димитрије су намеравали да разведу цара од Борисове сестре и на тај начин умање Борисову моћ.
Иза цара Ивана Грозног остао је и трогодишњи син Дмитриј Иванович (1582—1591) из седмог брака Ивана Грозног. Пошто је руска црква признавала само децу из прва три брака технички гледано Дмитриј је био незаконити син. Дмитриј је себи наводно пререзао гркљан након епилептичког напада. Димитријева мајка је тврдила да је то било дело Годуновљевих људи.
Против Шведске је водио рат Руско-шведски рат (1590—1595). Борис је 1595. повратио од Шведске неколико градова. Победио је Татаре 1590. крај Москве. Његова политика према Османском царству је била да потпомаже антитурску фракцију у Кримском канату.
Победама на војном пољу, а нарочито победом над Татарима нарасла је моћ и углед Бориса Годунова.
Годунов је охрабрио енглеске трговце ослободивши их царине. Цивилизовао је североисточне и југоисточне границе Русије градећи бројне градове и тврђаве. На тај начин је лакше спречавао продоре Татара. Поново је колонизовао Сибир, који је био измицао испод руске контроле. Створио је низ насеља у Сибиру, укључујући Тоболск и остале велике центре. Током његове власти изграђени су градови Царицин (Волгоград), Самара, Саратов и Вороњеж.
Током његове власти Руска православна црква је добила патријарха, па је постала равноправна осталим православним црквама. Осим тога умањила је утицај патријарха из Цариграда.
Најзначајнија домаћа реформа је био декрет из 1587. по коме се забрањивало да сељаци прелазе од једног велепоседника другоме. Тим декретом сељаци су постали везани за земљу где су се налазили.

## Цар
Када је цар Фјодор I од Русије умро без наследника 7. јануара 1598, окончана је мушка линија династије Рјурикович. Годунов је одлучио да се домогне круне. Предложио га је московски патријарх Јоб, који је сматрао да је Борис способан да постане цар. Састала се земаљска скупштина 17. фебруара, која је једногласно 21. фебруара 1598. изабрала Годунова за цара. Свечано је крунисан 1. септембра.
Током прве године власти био је популаран и добро је владао. Препознао је потребе Русије да достигне интелектуални прогрес Запада, па је спроводио социјалне и образовне реформе. Био је први цар који је позвао велики број страних учитеља да дођу у Русију. Послао је многе младе Русе у иностранство. Први је дозволио да се у Русији граде лутеранске цркве.
Пошто је раније победио Шведску у рату, сматрао је да је Русији потребан излаз на Балтичко море, па је настојао дипломатским средствима да добије Ливонију. Одржавао је пријатељске односе са Скандинавцима, јер је настојао да женидбама са страним краљевским кућама ојача углед своје династије.

## Побуна и смрт
Борис Годунов је био један од највећих руских царева. С друге стране био је јако сумњичав. Бојао се могућих претендената на престо, па је најмоћнијим бољарима забрањивао да се жене. Охрабривао је уходе и шпијуне, а кажњавао је на основу неоснованих тврдњи. Одбио је персоналну унију, коју му је предлагала Пољско-литванска унија.
При крају његове власти дошло је 1604. до велике побуне, која је настала уз подршку Пољско-литванске уније. Побуњенике је предводио Лажни Димитрије, наводно преживели син Ивана Грозног Дмитриј Иванович, који је страдао 1591. године. Побуњеници су уз помоћ козака и Пољака у почетку имали успеха, али на крају су поражени.
Борис је умро након инфаркта и дуге болести 13. априла 1605. године. Наследио га је син Фјодор II од Русије, који је владао само неколико месеци, док га нису убили непријатељи Годунова.

## У култури
Александар Пушкин је написао драму Борис Годунов, по узору на Шекспировог Магбета. Према тој драми Модест Мусоргски је компоновао оперу Борис Годунов.